# Redorte (araldica)
In araldica il termine di origine francese redorte, tradotto in italiano come ritorta, indica un ramo d'albero posto in palo, ornato dalle sue foglie, annodato a formare una serie di quattro anelli e con le estremità aperte rivolte verso la parte superiore dello scudo; la redorte può essere anche "sfrondata" o presentare due soli anelli. Viene fatto derivare dalle corone che gli antichi Romani ponevano sulle loro lance nei giorni di trionfo e, appunto per questo, si ritiene simboleggi «trionfi e vittoria».

D'azzurro, a tre redorte d'oro, poste in palo e ordinate in fascia (La Redorte, Francia)
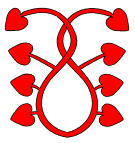
redorte (a due soli anelli) di tiglio di rosso